# 홍콩 천문대

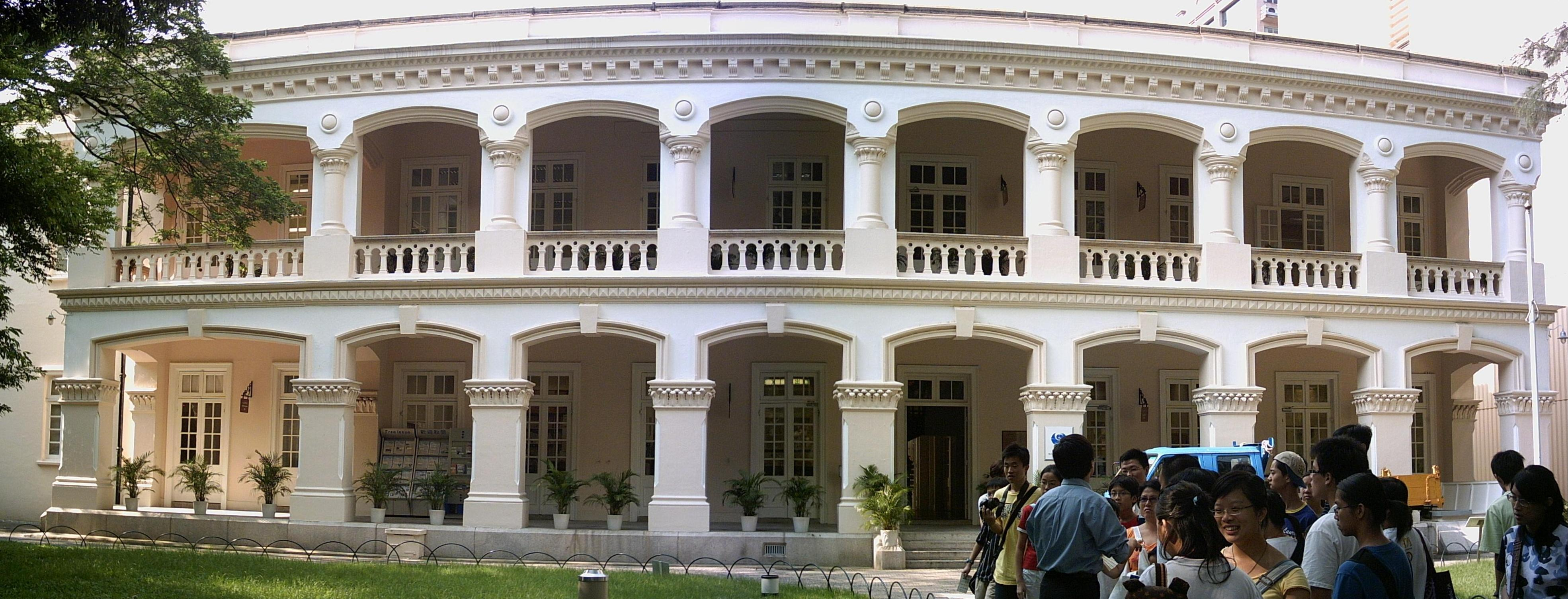
1883년 건물

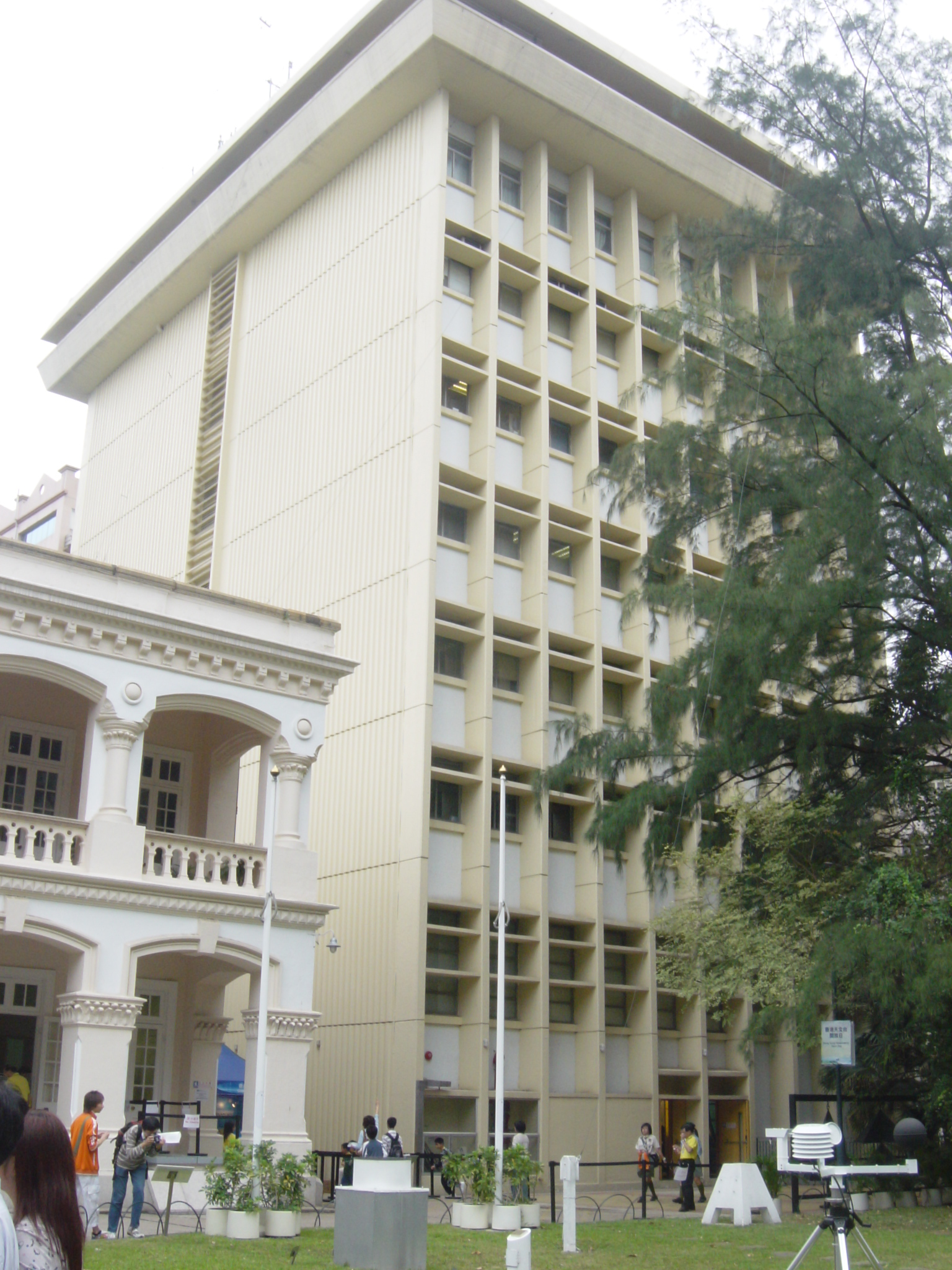
홍콩 천문대 100주년 건물

홍콩 천문대(중국어: 香港天文台; 월어 병음: hoeng1 gong2 tin1 man4 toi4)는 홍콩 정부 산하의 일기예보 기관이다. 천문대는 날씨를 예측하고 기상 관련 위험에 대한 경고를 발령한다. 또한, 홍콩 천문대는 홍콩의 이온화 방사선에 대한 감시 및 평가 업무를 수행하며, 대중을 비롯한 운송, 항공, 산업 및 공학 분야의 요구를 충족시키기 위한 여러 기상학 및 물리학적인 데이터를 제공한다.

## 개요
홍콩 천문대는 1883년 당시 홍콩의 9대 총독이였던 조지 보언 경이 세워, 덴마크인 빌리암 도베르크 박사 (1852-1941)가 첫번째 관리자로 부임하였다. 당시 전문대의 초기 업무로는 기상 및 자기 관측, 천문학적 관측을 바탕으로 한 시보, 열대 저기압 경고 발령 등 있었다. 천문대는 이후 1912년 영국 왕실의 칙허창을 부여받고 홍콩 왕립 천문대 (영어: Royal Observatory, Hong Kong; 중국어: 皇家香港天文台)로 명칭 변경되었다. 천문대는 1997년 홍콩 반환 이후 원래의 명칭으로 되돌아갔다.
홍콩 천문대는 1883년 가우룽 짐사저이에 세워졌다. 짐사저이의 업저버터리 로드의 명칭은 인근에 위치한 천문대로 인해 지어진 것이다. 그러나, 급격한 도시화의 영향으로, 현재는 마천루들에 둘러싸여 있다. 높은 온실 기체의 배출, 건물들과 도로 표면에서 반사된 햇빛, 그리고 주변 녹지의 감소 등의 요인으로, 홍콩에서 도시 열섬 현상이 진행되고 있다. 이는 1980년과 2005년 사이에 천문대에서 관측된 평균 기온의 상승에서 확인할 수 있다. 보2002년, 홍콩 천문대는 인근 미라마 타워 23층에 자료 센터를 오픈하였고, 대중들을 대상으로 홍콩 천문대의 출판물과 기상정보들을 제공하고 있다.

## 같이 보기
- 중국기상국
- 홍콩 시간